# 布拉德伯里 (伊利諾伊州)
布拉德伯里（英語：Bradbury）是位於美國伊利諾伊州坎伯蘭縣的一個非建制地區。該地的面積和人口皆未知。

## 地理
布拉德伯里的座標為39°19′27″N 88°14′34″W / 39.32417°N 88.24278°W，而該地的平均海拔高度為184米（即604英尺）。